# Jacqueline Nova
Jacqueline del Carmen Nova Sondag (Gante, Bélgica; 1 de enero de 1935-Santa Fe de Bogotá, Colombia; 13 de junio de 1975) fue una compositora y escritora colombiana representante de las vanguardias musicales vigentes en Colombia a partir de los años sesenta.

## Biografía
Nació en Gante, Bélgica de donde era natural su madre. Su padre, un ingeniero proveniente de Bucaramanga, se trasladó con su familia de nuevo a dicha ciudad al terminar sus estudios de posgrado y al poco tiempo del nacimiento de Nova. En Bucaramanga comienza sus estudios de iniciación musical con clases privadas de piano a la edad de 7 años. En 1958, a la edad de 23, comenzó sus estudios formales de piano en el Conservatorio de la Universidad Nacional de Colombia (actualmente Facultad de Artes de la Universidad Nacional de Colombia) donde posteriormente se destacó como solista y acompañante para luego trasladarse a composición donde estudió con Fabio González Zuleta y Blas Emilio Atehortúa. Se gradúa en composición musical en 1967 y se traslada posteriormente a Buenos Aires donde se hace becaria del Centro Latinoamericano de Altos Estudios Musicales (CLAEM) del Instituto Torcuato di Tella para continuar sus estudios superiores en composición. Allí recibió formación de parte de Alberto Ginastera, Luigi Nono, Gerardo Gandini y Kröpfl Francisco, entre otros.
Las obras de Nova han sido interpretadas por orquestas como la Orquesta Sinfónica de Venezuela, Orquesta Sinfónica de Colombia, Washington National Symphony Orchestra y han tenido remarcables críticas en eventos como 1st Latin American Music Festival y 3rd Annual Symposium of American Music en Virginia, Estados Unidos y en diversos países de Europa y Latinoamérica a través de la radio, publicaciones, películas, conferencias y conciertos.
Entre 1969 y 1970, Nova dirigió Asimetrías, una serie radial en la Radiodifusora Nacional donde presentó 22 sesiones de nuevos trabajos musicales y análisis. En 1970 conformó el grupo Nueva Música para interpretar música de compositores vivos de la época, con particular énfasis en la música de Latinoamérica. Si bien el ensamble se mantuvo hasta 1975, solo se presentó 2 veces por falta de continuidad debido a los problemas de salud de Nova, dificultades económicas y constantes desencuentros con intérpretes. Aunque la presencia de los intérpretes variaba de acuerdo con el programa, existió un grupo base conformado por Helvia Mendoza y Cecilia Casas en el piano, Luis Becerra en la flauta, Antonio Becerra en la percusión, Hernando Segura en el contrabajo y Jacqueline Nova a cargo del control de sonido, organización y dirección.

## Obra
Música vocal
1964
- Les méfaits de la lune (texto de Paul Verlaine). Voz y piano.
- L´amour est mort (texto de Guillaume Apollinaire). Voz y piano.
- L´adieu (texto de Guillaume Apollinaire). Voz y piano.
- Cantos medievales. Voz.

1966
- A veces un no niega (texto de Pedro Salinas). Voz y piano.
- Au claire de la lune. Voz y piano.
- Fue un amor (texto de Ricardo Nieto). Voz y piano.
- Cuanto tiempo fuiste dos (texto de Pedro Salinas).

1966 - 1967
- Uerjayas. Invocación a los dioses (sobre El canto de los nacimientos de los indios Tunebos). Soprano, coro masculino (hablado) y orquesta.
- De las hojas secas del verano (texto de José Puben). Voz y piano.

1968
- Los seres quietos impenetrables. Coro mixto de 16 voces a cappella.
- Y el movimiento se detiene en el aire… (texto de Jacqueline Nova). Cuatro grupos vocales.

1971
- Salmo. Voces.
- Ballet. Voz.

Música para teatros e instalaciones
1967
- Música para la obra La Tragedia de Macbeth (texto de William Shakespeare). Conjunto de cámara.

1969
- Música para la obra Julio César (texto de William Shakespeare). Para sonidos electrónicos y voces.
- Música para la instalación Luz-sonido y movimiento (argumento de Jacqueline Nova). Electroacústica.

1974
- Música para los montajes Las Camas (argumento de Feliza Bursztyn). Electroacústica.

Música instrumental
1964
- Suite. Orquesta de cuerdas.

1965
- Ensayo. Orquesta.
- Doce móviles. Conjunto de cámara.

1966
- Metamorfosis III. Poema sinfónico.

1968
- Proyecciones. Orquesta y proyector.

1969
- 14-35. Orquesta y voces transformadas en laboratorio.

1971
- Pitecanthropus (textos recitados en dialectos, tegría, alemán, inglés). Orquesta, voces y sonidos electrónicos.

Música de cámara
1964	
- Danzas medievales. flauta, corno, corno inglés, viola y tambor.
- Preludio cromático. Para oboe, clarinete y fagot.
- Scherzo bitonal en el estilo primitivo. Violín y violonchelo.
- Pequeña Suite. Cuarteto de cuerdas.

1965
- Mesure. Para violonchelo y piano.

1967
- Asimetrías. flauta, 5 timbales y 3 tam-tams o láminas de hierro.
- Scherzo bitonal. Viola y violonchelo.
- Episodios. Para violín, violonchelo y piano.

Para instrumento solista
1963
- Estudio. Piano.
- Fantasía. Piano.

1964 - 1965
- Transiciones. Piano.

1967
- Signos. Violín solo.
- Perforaciones. Piano.

Música para el cine
1968
- Música para el audiovisual Las piedras de Machu-Picchu. Electroacústica.

1969 - 1970
- Experiencia audiovisual.

1974
- Música para la película Camilo: el cura guerrillero (Francisco Norden). Electroacústica.

Composiciones electroacústicas y mixtas
Electroacústicas
1968
- Oposición-Fusión. Electroacústica.

1969
- Signo de interrogación. Experiencia para distintas fuentes sonoras.

1972
- Creación de la tierra. Electroacústica.[1]

Mixtas
1969
- Resonancias I. Piano y sonidos electrónicos.
- Síntesis (argumento de Jacqueline Nova), voces, cuerdas, mimo y sonidos electrónicos.

1970
- HK-70. Piano, contrabajo, percusión, sintonizador de radio, material electrónico y voces.
- Sinkronizacion. Voz, piano., armonio, percusión. y sonidos electrónicos.
- Uerjayas Canto de los nacimientos. Voces y sonidos electrónicos.
- Omaggio a Catullus (Catullus). Percusión, piano, armonio, voces habladas y sonidos electrónicos.

Artículos
- El mundo maravilloso de las máquinas. Revista Nova, No 4, Bogotá, 1966.

- Ordenamientos razonados conscientes e inconscientes. Documento inédito, 2 páginas, Bogotá, 1967.

- Un fenómeno aberrante . El Espectador, Bogotá, 1969.

- Textos para el programa Asimetrías. Radiodifusora Nacional de Colombia, Bogotá, 1969-1970.

- Texto de la conferencia-concierto La música electrónica. Documento inédito, Bogotá, 1970.

Obra publicada
- Doce móviles para conjunto de cámara. Washington: Pan American Union-Peer International, 1967.

- A veces un no niega. The Art Song in Latin America. Kathleen Wilson. New York: Pendragon Press, 1998, pp. 59-65.